# Fonoset ZM-10
Fonoset ZM-10 – polski zestaw elektroakustyczny klasy popularnej produkowany w latach 70. XX wieku przez łódzką Fonikę. Jest to połączenie mechanizmu gramofonu WG-400 Mister Hit, wytwarzanego na licencji przedsiębiorstwa Telefunken, monofonicznego wzmacniacza tranzystorowego (moc znamionowa 1,1 W przy impedancji 4Ω) oraz 3-zakresowego odbiornika radiowego (D, S, U). Obudowa zestawu jest wykonana z tworzyw sztucznych, zaś głośnik szerokopasmowy umieszczony jest na pokrywie urządzenia. Zestaw wyposażony fabrycznie we wkładkę krystaliczną UF-50 produkowaną przez Fonikę. Dodatkowo posiada gniazdo magnetofonowe, służące do przegrywania sygnału z płyt winylowych na taśmę magnetyczną przy pomocy zewnętrznego magnetofonu.